# Batyskaf

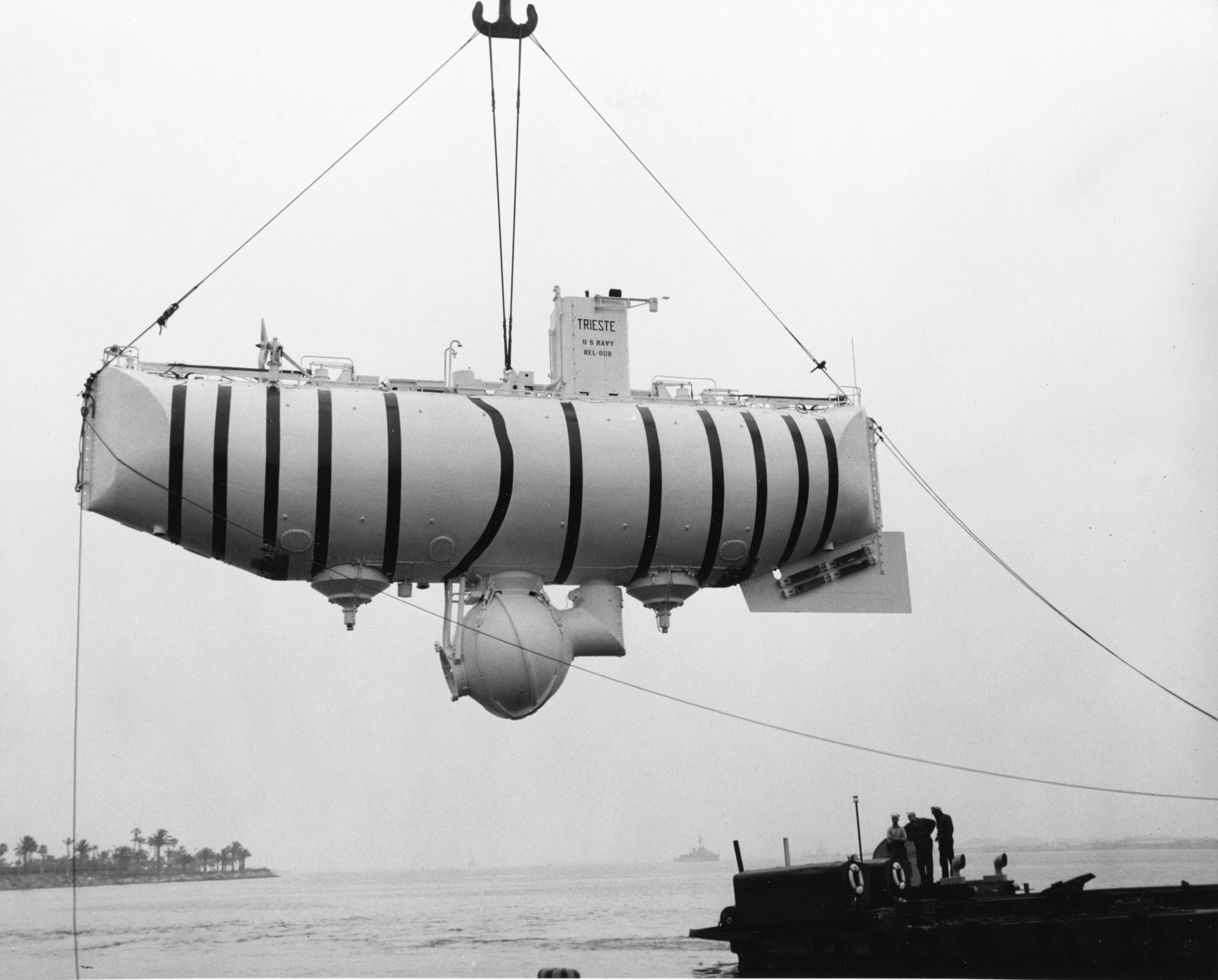
Batyskaf Trieste

Batyskaf (gr. βάθος, bathos – głębokość i σκάφος, skaphos – statek) – statek podwodny z własnym napędem przeznaczony do badań głębinowych.

## Opis
Batyskaf składa się z dwóch części głównych: kabiny załogi i systemu pływaków i zbiorników balastowych.
Kabina jest stosunkowo mała, w kształcie kuli, odlewana (w pierwszym batyskafie) lub kuta ze stali wysokiej jakości. Musi wytrzymać ciśnienie na głębokości, do jakiej została zaprojektowana (max. 120 MPa, czyli 1,20 T/cm²) i zapewnić środowisko do życia i pracy załogi. Ze względu na trudności technologiczne i wagę, mieści nie więcej niż 2–3 osoby.
System pływaków i zbiorników balastowych jest niezbędny do samodzielnego zanurzania i wynurzania się. Pływaki zapewniają batyskafowi odpowiednią wyporność. Część ta jest o wiele większa od kabiny, wypełniona najczęściej benzyną (co zapewnia dodatnią pływalność i, z uwagi na nieściśliwość cieczy, przeciwdziała zgnieceniu przez ciśnienie wody). Ponieważ benzyna jest cieczą to, z uwagi na jej nieściśliwość, nie powstaje różnica ciśnień pomiędzy pływakiem i otaczającą wodą, a zatem konstrukcja pływaka może być o wiele słabsza niż kabiny. Zbiorniki z balastem pozwalają na kontrolowane zrzucanie balastu lub benzyny dla manewrowania w pionie. Ponadto batyskaf wyposażony jest w silniki elektryczne i pędnik, pozwalające na przemieszczanie się w poziomie, oświetlenie oraz przyrządy kontrolne i sprzęt naukowy. Zasilanie zapewniają baterie akumulatorów.

## Historia
Wynalazcą batyskafu był Szwajcar August Piccard (1884–1962). Pierwszy batyskaf – „FNRS–2” – został zbudowany  w Belgii w latach 1946–1948. Nazwa to skrót od Fond National á la Recherche Scientifique (pol. Narodowy Fundusz Badań Naukowych). Numer 2 odróżniał go od pierwszego balonu stratosferycznego, również konstrukcji Piccarda, sponsorowanego przez Fundusz. „FNRS–2” został uszkodzony podczas prób w wodach Wysp Zielonego Przylądka, następnie przebudowany i udoskonalony, funkcjonował jako „FNRS–3”.
Drugim batyskafem Piccarda był „Trieste”, oddany do użytku w 1953 roku. Jego kabina obserwacyjna została wykonana ze stali z domieszka niklu, chromu i molibdenu, a zamiast nitowania zastosowano sklejanie. Balastem były zbiorniki śrutu i benzyny. W 1953 roku „Trieste” zszedł na głębokość 3150 m. W 1958 roku kupiła go United States Navy i wyposażyła w specjalną kabinę do zejść w wielkie rowy oceaniczne. 23 stycznia 1960 roku „Trieste”  dotarł do najgłębszego punktu na Ziemi na głębokość 10916 m w Rowie Mariańskim na Pacyfiku.
Największa głębokość, na jaką zanurzył się batyskaf w wodzie słodkiej, wynosi 1680 m – w 2008 roku dwa rosyjskie batyskafy „Mir-1” i „Mir-2” zeszły na dno Bajkału.
Obecnie, w związku z rozwojem robotyki, batyskafy są zastępowane przez zdalnie sterowane pojazdy podwodne o charakterze robotów.